# Brunalge-familien
Brunalge-familien (Fucaceae) er en havalgefamilie. Den indeholder 8 slægter, hvoraf arterne inden for Blæretang-slægten er de mest kendte.

## Klassifikation
Familie: Fucaceae
- Slægt: Ascophyllum
- Slægt: Axillariella
- Slægt: Fucus (Blæretang-slægten)
- Slægt: Hesperophycus
- Slægt: Pelvetia
- Slægt: Pelvetiopsis
- Slægt: Xiphophora